# Irwindale (métro de Los Angeles)
Cet article concerne une station du métro de Los Angeles. Pour la municipalité de Californie, voir Irwindale.
Irwindale est une station du métro de Los Angeles desservie par les rames de la ligne A et située dans la ville du même nom en Californie.

## Localisation
Station du métro de Los Angeles située en surface, Irwindale est située sur la ligne A à l'intersection de I'Interstate 210 et de Irwindale Avenue à Irwindale, une ville industrielle au nord-est de Los Angeles.

## Histoire
Irwindale est mise en service le 5 mars 2016, lors de la deuxième phase d'extension de la ligne L.

## Service

### Desserte
Irwindale est desservie par les rames de la ligne L du métro.

### Intermodalité
La station dispose d'un stationnement de 350 places et est desservie par la ligne d'autobus 185 de Foothill Transit (en).

## Architecture et œuvres d'art
La station abrite une œuvre de l'artiste Robin Brailsford, nommée Pioneros de la Rivera de San Gabriel qui rappelle le caractère industriel de la ville d'Irwindale et ses fondateurs.